# 1746 у науці
У 1746 році в науці й техніці відбулися такі важливі події.

## Хімія
- Джон Робак винаходить свинцеві конденсаційні камери для виробництва сульфатної кислоти.
- Німецькому хіміку Андреасу Сигізмунду Маргграфу (1709–1782) приписують опис цинку як окремого металу.
- Єва Екеблад відкриває технологію виробництва борошна та спирту з картоплі.[1]

## Геологія
- Жан-Етьєн Геттар представляє Французькій академії наук першу мінералогічну карту Франції.
- Вільям Куворті відкриває каолін у Корнуоллі.[2]

## Математика
- Жан Лерон д'Аламбер розвиває теорію комплексних чисел.
- Патрік д'Арсі оголошує про відкриття принципу моменту імпульсу у формі, відомій як «принцип площ» (секторна швидкість).[3]
- Шотландський математик Метью Стюарт публікує «Some General Theorems of Considerable use in the Higher Parts of Mathematics» (Деякі загальні теореми значного використання у вищих частинах математики), включно з теоремою Стюарта про вимірювання трикутника.

## Фізика
- П'єр Луї Мопертюї читає перед Берлінською академією наук статтю Recherche des Lois du Mouvement (Дослідження законів руху). Він стверджує, що природа діє таким чином, щоб мінімізувати добуток маси, помноженої на швидкість і відстань. У неповній, але основоположній ідеї, яка випливає з того, що нині відомо як Принцип найменшої дії.

## Технології
- П'єр Бугер публікує трактат про корабельну архітектуру Traité du navire, де вперше пояснюється використання метацентричної висоти як міри стійкості кораблів.[4]
- Джон Мюллер публікує трактат, що містить елементарну частину фортифікації.

## Зоологія
- Карл Лінней публікує Fauna Svecica.

## Нагороди
- Французька академія наук присуджує  премію Етьєну-Франсуа Дютуру де Сальверу за його роботу про тяжіння магніту.
- Медаль Коплі: Бенджамін Робінс.[5]

## Народились
- 4 січня — Бенджамін Раш (помер 1813), батько-засновник Сполучених Штатів, хімік і лікар.
- 18 лютого — Жан-Батист-Мішель Бюкке (помер 1780), французький вчений і хімік.
- 7 березня — Андре Мішо (помер 1802), французький ботанік.
- 15 березня — Джованні Баттіста Вентурі (помер 1822), італійський фізик, на честь якого названо трубу Вентурі.
- 9 травня — Гаспар Монж (помер 1818), французький математик і геометр.
- 18 травня — Фелікс де Азара (помер 1821 ), іспанський солдат, інженер і натураліст.
- 20 травня — Андреас Берлін (помер 1773 ), шведський ботанік і дослідник .
- 16 липня — Джузеппе Піацці (помер 1826), італійський театинський чернець, астроном і математик.
- 30 липня — Луїза дю П'єррі (померла 1807), французька астрономка.
- 16 вересня — Жорж Луї Марі Дюмон де Курсе (помер 1824 ), французький ботанік та агроном.
- 2 жовтня — Петер Якоб Єльм (помер 1813), шведський хімік і мінералог.
- 12 листопада — Жак Александр Сезар Шарль (помер 1823), французький фізик, хімік і винахідник.
- 16 листопада — Жан Шанор'є (помер 1806), французький агроном і політик .
- Ісаак Свейнсон (помер 1812), англійський ботанік.

## Померли
- 5 лютого — Герман Фрідріх Тайхмаєр (нар. 1685), німецький лікар.
- 14 червня — Колін Маклорен (нар. 1698), шотландський математик.
- 3 липня — Джозеф-Франсуа Лафіто (нар. 1681), французький місіонер, єзуїт, етнолог і натураліст.
- 14 листопада — Георг Стеллер (нар. 1709), німецький натураліст.
- 18 листопада — Джованні Лука Цуццері (нар. 1716), італійський нумізмат і археолог.
- Дейдьє (нар. 1698), французький математик.